# Uleanivka, Bobrîneț
Uleanivka (în ucraineană Улянівка) este un sat în comuna Kuibîșeve din raionul Bobrîneț, regiunea Kirovohrad, Ucraina.